# Chersotis rectangula
Chersotis rectangula là một loài bướm đêm trong họ Noctuidae.